# リッチ・フランクリン
リッチ・フランクリン（Rich Franklin、1974年10月5日 - ）は、アメリカ合衆国の男性総合格闘家。オハイオ州シンシナティ出身。Evolve MMA所属。元UFC世界ミドル級王者。UFC殿堂入り。

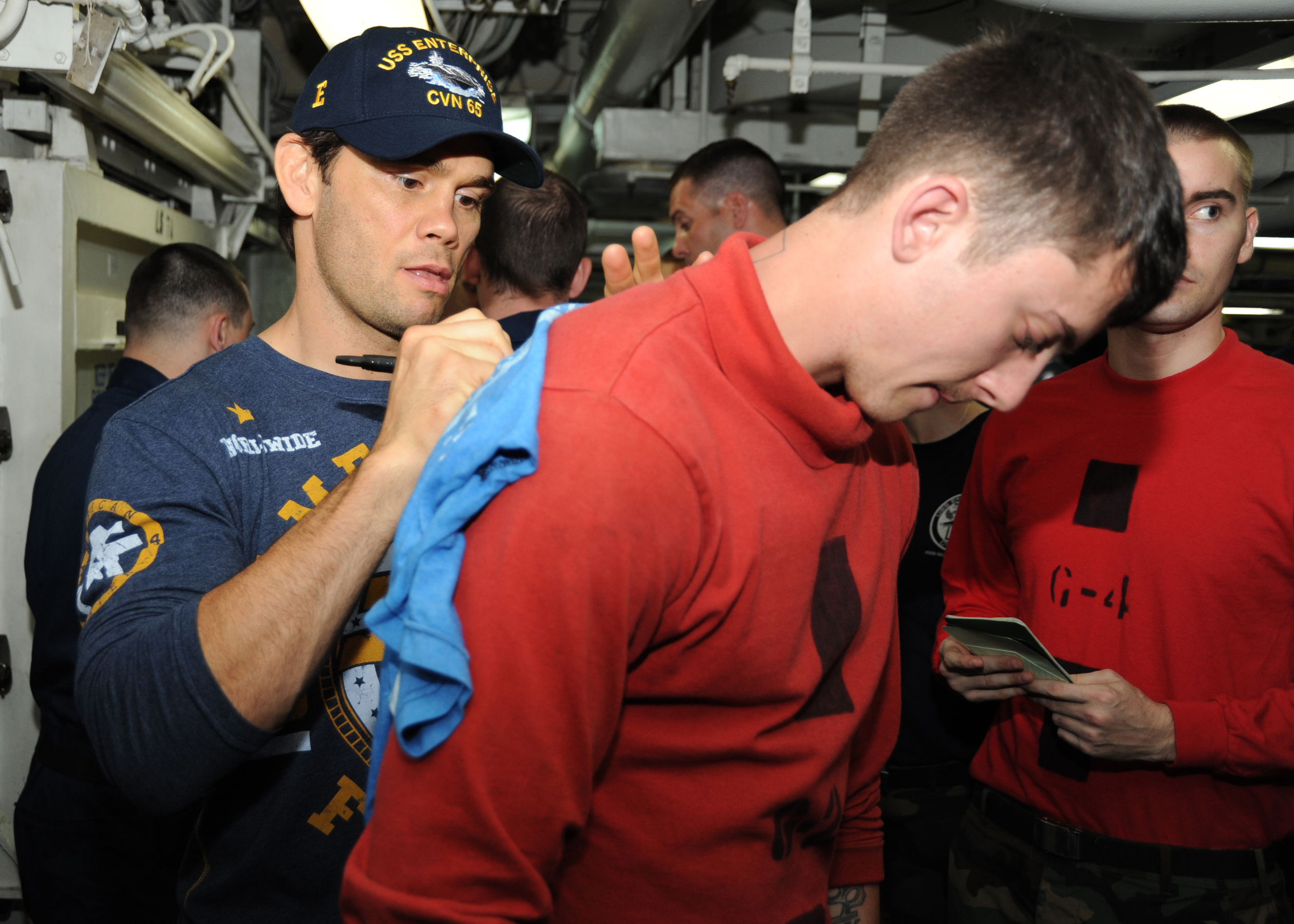
サインに応じるフランクリン (2012年)

アンデウソン・シウバがUFCに参戦する2006年下半期以前まではMMAミドル級における最強選手と目されていた。2019年7月には現役時代の功績が評価され「UFC殿堂」入りを果たした。現在はシンガポールに拠点を置く総合格闘技団体ONE Championshipの副社長を務めている。

## 来歴
格闘技のキャリアは沖縄空手の道場で空手を学んだことから開始、関節技をビデオで習得し、その後、ブラジリアン柔術、ムエタイ、ボクシング、学生時代にフリースタイルレスリングを経験した。シンシナティ大学で教育学の修士号と数学の学士号を取得。専業の総合格闘家となるまでは、シンシナティにあるオークヒルズ高校で数学教師をしていた。
1999年6月19日に総合格闘技デビュー。
2002年にビジネスパートナーと共同でスポーツアパレルブランド「アメリカンファイター」を創業すると成功を収める。（2012年にアフリクションクロージングに売却）

### UFC
2003年4月25日、UFC初参戦となったUFC 42でエヴァン・タナーと対戦し、スタンドパンチ連打で1RTKO勝ちを収めた。
2003年12月31日、INOKI BOM-BA-YE 2003でリョート・マチダと対戦し、スタンドパンチ連打で2RKO負け。キャリア14戦目で初黒星を喫した。
2005年4月9日、The Ultimate Fighter 1 Finaleでケン・シャムロックと対戦し、パウンドで1RTKO勝ち。

#### UFC世界王座獲得
2005年6月4日、ミドル級転向初戦となったUFC 53のUFC世界ミドル級タイトルマッチで王者エヴァン・タナーに挑戦し、ドクターストップで4RTKO勝ち。王座獲得に成功した。
2005年8月から11月にかけて放送されたリアリティ番組「The Ultimate Fighter 2」ではマット・ヒューズと共にコーチを務めた。
2005年11月19日、UFC 56のUFC世界ミドル級タイトルマッチでネイサン・クォーリーと対戦し、1Rに左ストレートで失神KO勝ち。王座の初防衛に成功した。
2006年3月4日、UFC 58のUFC世界ミドル級タイトルマッチでデビッド・ロワゾーと対戦。2R序盤に左手を骨折するものの、優勢に試合を進めたままフルラウンドを戦い抜き3-0の5R判定勝ち。2度目の王座防衛に成功した。試合後、骨折した左手に金属板とボルトを埋め込む大手術を強いられ、6ヶ月間の出場停止となった。

#### 世界王座陥落
2006年10月14日、UFC 64のUFC世界ミドル級タイトルマッチでアンデウソン・シウバと対戦し、膝蹴りの連打で1RKO負け。王座から陥落した。試合後に鼻を骨折していたことが分かり、手術を受けた。
2007年6月16日、UFC 72のUFC世界ミドル級王座挑戦者決定戦で岡見勇信と対戦し、2-1の判定勝ち。アンデウソン・シウバが持つ王座への挑戦権を獲得した。
2007年10月20日、UFC 77のUFC世界ミドル級タイトルマッチで王者アンデウソン・シウバと再戦。2R序盤にパンチの連打からの膝蹴りで2RTKO負け。王座獲得に失敗した。
2008年9月6日、ライトヘビー級転向初戦となったUFC 88でマット・ハミルと対戦し、左ミドルキックを効かせて3RTKO勝ち。
2009年1月17日、UFC 93でダン・ヘンダーソンと対戦し、接戦を繰り広げたものの1-2の判定負け。。
2009年6月13日、UFC 99で契約体重195ポンド（約88kg）でヴァンダレイ・シウバと対戦し、3-0の判定勝ち。ファイト・オブ・ザ・ナイトを受賞した。

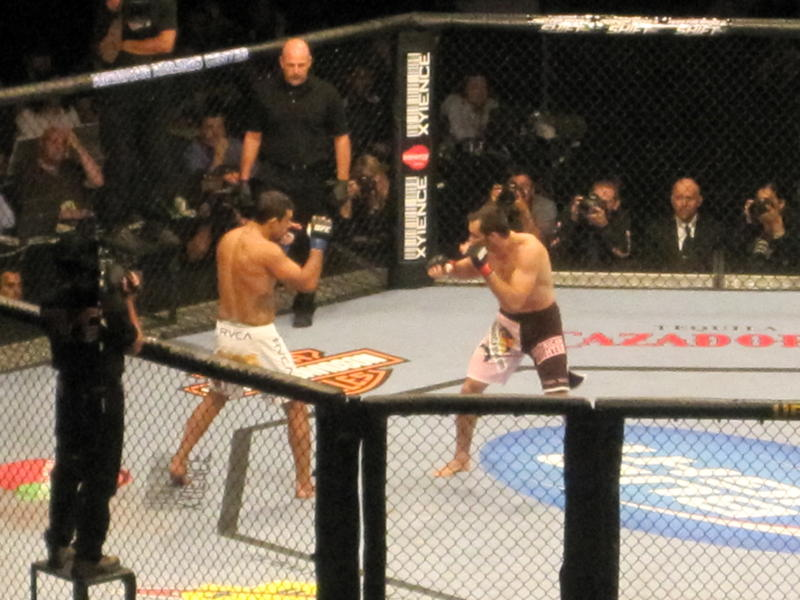
ビクトー・ベウフォート(左)と対戦するフランクリン(右)

2009年9月19日、UFC 103で契約体重195ポンドでビクトー・ベウフォートと対戦し、かすめた左フックでダウンしたところをパウンドで追撃され1RTKO負けを喫した。
2010年6月12日、ライトヘビー級復帰戦となったUFC 115でチャック・リデルと対戦。劣勢の中、カウンターの右フックで逆転の1RKO勝ちを収め、ノックアウト・オブ・ザ・ナイトを受賞した。
2011年2月5日、UFC 126でフォレスト・グリフィンと対戦し、0-3の判定負け。。
2012年6月23日、UFC 147でヴァンダレイ・シウバと対戦し、2Rに右ストレートでダウンを喫するものの、試合全体を優位に進めて3-0の判定勝ち。ファイト・オブ・ザ・ナイトを受賞した。
2012年11月10日、ミドル級再転向となったUFC on Fuel TV 6でカン・リーと対戦し、右フックで1RKO負け。
2014年5月28日、総合格闘技団体「ONE FC」の副社長に就任。
2015年9月28日、総合格闘技引退を正式に発表。
2019年4月13日、UFC 236でUFC殿堂入りが発表された。

## 人物・エピソード
- 地元シンシナティでは2月21日を「リッチ・フランクリンの日」に制定している。
- 実弟のグレッグ・フランクリンは総合格闘技のレフェリーを務めている。

## 戦績

### プロ総合格闘技
| 総合格闘技 戦績 | 総合格闘技 戦績 | 総合格闘技 戦績 | 総合格闘技 戦績 | 総合格闘技 戦績 | 総合格闘技 戦績 | 総合格闘技 戦績 |
| --------------- | --------------- | --------------- | --------------- | --------------- | --------------- | --------------- |
| 37 試合         | (T)KO           | 一本            | 判定            | その他          | 引き分け        | 無効試合        |
| 29 勝           | 15              | 10              | 4               | 0               | 0               | 1               |
| 7 敗            | 5               | 0               | 2               | 0               | 0               | 1               |

| 勝敗 | 対戦相手                 | 試合結果                             | 大会名                                                            | 開催年月日     |
| ×    | カン・リー               | 1R 2:17 KO（右フック）               | UFC on Fuel TV 6: Franklin vs. Le                                 | 2012年11月10日 |
| ○    | ヴァンダレイ・シウバ     | 5分5R終了 判定3-0                    | UFC 147: Silva vs. Franklin 2                                     | 2012年6月23日  |
| ×    | フォレスト・グリフィン   | 5分3R終了 判定0-3                    | UFC 126: Silva vs. Belfort                                        | 2011年2月5日   |
| ○    | チャック・リデル         | 1R 4:58 KO（右フック）               | UFC 115: Liddell vs. Franklin                                     | 2010年6月12日  |
| ×    | ビクトー・ベウフォート   | 1R 3:02 TKO（左フック→パウンド）     | UFC 103: Franklin vs. Belfort                                     | 2009年9月19日  |
| ○    | ヴァンダレイ・シウバ     | 5分3R終了 判定3-0                    | UFC 99: The Comeback                                              | 2009年6月13日  |
| ×    | ダン・ヘンダーソン       | 5分3R終了 判定1-2                    | UFC 93: Franklin vs. Henderson                                    | 2009年1月17日  |
| ○    | マット・ハミル           | 3R 0:39 TKO（左ミドルキック）        | UFC 88: Breakthrough                                              | 2008年9月6日   |
| ○    | トラヴィス・ルター       | 2R 3:01 TKO（パウンド）              | UFC 83: Serra vs. St-Pierre 2                                     | 2008年4月19日  |
| ×    | アンデウソン・シウバ     | 2R 1:07 TKO（膝蹴り）                | UFC 77: Hostile Territory 【UFC世界ミドル級タイトルマッチ】       | 2007年10月20日 |
| ○    | 岡見勇信                 | 5分3R終了 判定3-0                    | UFC 72: Victory                                                   | 2007年6月16日  |
| ○    | ジェイソン・マクドナルド | 2R終了時 TKO（タオル投入）           | UFC 68: The Uprising                                              | 2007年2月3日   |
| ×    | アンデウソン・シウバ     | 1R 2:59 KO（膝蹴り）                 | UFC 64: Unstoppable 【UFC世界ミドル級タイトルマッチ】             | 2006年10月14日 |
| ○    | デビッド・ロワゾー       | 5分5R終了 判定3-0                    | UFC 58: USA vs. Canada 【UFC世界ミドル級タイトルマッチ】          | 2006年3月4日   |
| ○    | ネイサン・クォーリー     | 1R 2:34 KO（左ストレート）           | UFC 56: Full Force 【UFC世界ミドル級タイトルマッチ】              | 2005年11月19日 |
| ○    | エヴァン・タナー         | 4R 3:25 TKO（ドクターストップ）      | UFC 53: Heavy Hitters 【UFC世界ミドル級タイトルマッチ】           | 2005年6月4日   |
| ○    | ケン・シャムロック       | 1R 2:42 TKO（パウンド）              | The Ultimate Fighter 1 Finale                                     | 2005年4月9日   |
| ○    | カーティス・スタウト     | 2R 1:28 ギブアップ（パウンド）       | Superbrawl 38                                                     | 2004年12月12日 |
| ○    | ホルヘ・リベラ           | 3R 4:28 腕ひしぎ十字固め             | UFC 50: The War of '04                                            | 2004年10月22日 |
| ○    | ラルフ・ディロン         | 1R チキンウィングアームロック        | Alaska Fighting Championship                                      | 2004年7月14日  |
| ○    | レオ・シルヴェスト       | 1R 1:13 ギブアップ（マウントパンチ） | Superbrawl 35                                                     | 2004年4月16日  |
| ×    | リョート・マチダ         | 2R 1:03 KO（スタンドパンチ連打）     | INOKI BOM-BA-YE 2003 馬鹿になれ夢を持て                           | 2003年12月31日 |
| ○    | エドウィン・デューイーズ | 1R 3:35 TKO（パウンド）              | UFC 44: Undisputed                                                | 2003年9月26日  |
| ○    | ロベルト・ラミレス       | 1R 0:10 KO（パンチ）                 | Battleground 1: War Cry                                           | 2003年7月19日  |
| ○    | エヴァン・タナー         | 1R 2:40 TKO（スタンドパンチ連打）    | UFC 42: Sudden Impact                                             | 2003年4月25日  |
| ○    | アントニー・リア         | 1R 2:46 TKO（パンチ連打）            | UCC Hawaii: Eruption in Hawaii                                    | 2002年9月17日  |
| ○    | ヤン・ペレリン           | 1R 3:23 腕ひしぎ十字固め             | UCC 10: Battle for the Belts 2002                                 | 2002年6月15日  |
| ○    | マービン・イーストマン   | 1R 1:02 腕ひしぎ十字固め             | World Fighting Alliance 1                                         | 2001年11月3日  |
| ○    | デニス・リード           | 1R 1:38 ギブアップ（パンチ連打）     | Extreme Challenge Trials                                          | 2001年8月25日  |
| ○    | クリス・サイファート     | 2R 1:45 ギブアップ（パンチ連打）     | Extreme Challenge 41                                              | 2001年7月13日  |
| ○    | トラビス・フルトン       | 1R終了時 TKO（腕の骨折）             | Rings USA: Battle of Champions                                    | 2001年3月17日  |
| －   | アーロン・ブリンク       | 1R 無効試合（足の負傷）              | IFC Warriors Challenge 11 【IFC全米ライトヘビー級タイトルマッチ】 | 2001年1月13日  |
| ○    | デニス・リード           | 1R 1:56 腕ひしぎ十字固め             | Extreme Challenge 35                                              | 2000年6月29日  |
| ○    | ゲイリー・マイヤーズ     | 3R 0:59 KO（ハイキック）             | WEF 9: World Class                                                | 2000年5月13日  |
| ○    | ロブ・スミス             | 1R 2:30 TKO（パンチ連打）            | Extreme Challenge 31                                              | 2000年3月24日  |
| ○    | ユージーン・ピノー       | 1R 1:27 ギブアップ（パンチ連打）     | Extreme Challenge: Trials                                         | 1999年10月4日  |
| ○    | マイケル・マーティン     | 1R KO（ハイキック）                  | World Extreme Fighting 6                                          | 1999年6月19日  |

### アマチュア総合格闘技
| 勝敗 | 対戦相手             | 試合結果            | 大会名             | 開催年月日    |
| ×    | マイク・マコーミック | 1R 1:07 TKO（負傷） | Ultimate Wrestling | 1999年6月25日 |

## 獲得タイトル
- IFC全米ライトヘビー級王座（2001年）
- 第4代UFC世界ミドル級王座（2005年）

## 表彰
- UFC ファイト・オブ・ザ・ナイト（2回）
- UFC ノックアウト・オブ・ザ・ナイト（1回）
- ブラジリアン柔術黒帯

## 出演
- Cyborg Soldier (2008)
- American Fighter (2009)
- The Hammer (2010)
- Once I Was a Champion (2011)
- 闘魂先生 Mr.ネバーギブアップ（2012）
- Mantervention（2014）